# Pionus chalcopterus
El loro negro o catarnica (Pionus chalcopterus) es una especie de loro sudamericano de las zonas andinas de Venezuela, Colombia, Ecuador y parte de Perú.

## Nombre común
En razón de su extensa área de distribución natural, esta especie es denominada comúnmente de diferentes maneras. Los más habituales son:
- Cotorra maicera
- Cotorra negra
- Cotorra oscura
- Loro lomo cobrizo
- Loro alibronceado
- Churrusca

## Subespecies
- P. c. chalcopterus: distribuida por Venezuela y la mayor parte de Colombia.
- P. b. cyanescens: ocupa el suroeste colombiano, Ecuador y el norte de Perú.